# Эл-Рино
Эл-Рино (англ. El Reno) — город в округе Канейдиан , штат Оклахома, США. Административный центр округа Канейдиан. По данным переписи 2020 года, население города составляло 16 989 человек, что на 1,55 % меньше, чем 16 729 человек, зарегистрированных в переписи 2010 года. Город был основан вскоре после земельной гонки 1889 года и назван в честь близлежащего Форта Рино. Он расположен в центральной части Оклахомы, примерно в 25 милях (40 км) к западу от центра города Оклахома-Сити.

## Население
| 2010   | 2012    | 2020    |
| ------ | ------- | ------- |
| 16 749 | ↗17 510 | ↘16 989 |